# Seznam dílů seriálu Vraždy v Brokenwoodu
Toto je seznam dílů novozélandského seriálu Vraždy v Brokenwoodu.

## Přehled řad
| Řada | Díly | Premiéra na Novém Zélandu | Premiéra na Novém Zélandu | Premiéra v ČR    | Premiéra v ČR      |
| Řada | Díly | První díl                 | Poslední díl              | První díl        | Poslední díl       |
| ---- | ---- | ------------------------- | ------------------------- | ---------------- | ------------------ |
| 1    | 4    | 28. září 2014             | 19. října 2014            | 4. července 2019 | 25. července 2019  |
| 2    | 4    | 27. září 2015             | 18. října 2015            | 1. srpna 2019    | 22. srpna 2019     |
| 3    | 4    | 30. října 2016            | 20. listopadu 2016        | 1. září 2019     | 22. září 2019      |
| 4    | 4    | 29. října 2017            | 19. listopadu 2017        | 29. září 2019    | 20. října 2019     |
| 5    | 4    | 28. října 2018            | 18. listopadu 2018        | 27. října 2019   | 17. listopadu 2019 |
| 6    | 4    | 10. listopadu 2019        | 1. prosince 2019          | 5. září 2020     | 26. září 2020      |
| 7    | 6    | 29. března 2021           | 3. května 2021            | 9. října 2021    | 24. října 2021     |
| 8    | 6    | 1. července 2022          | 1. srpna 2022             | bude oznámeno    | bude oznámeno      |

## Seznam dílů

### První řada (2014)
| Č. v seriálu | Č. v řadě | Původní název    | Český název   | Režie         | Scénář                    | Premiéra na Novém Zélandu | Premiéra v ČR     |
| ------------ | --------- | ---------------- | ------------- | ------------- | ------------------------- | ------------------------- | ----------------- |
| 1            | 1         | Blood and Water  | Krev a voda   | Mike Smith    | Tim Balme a Philip Dalkin | 28. září 2014             | 4. července 2019  |
| 2            | 2         | Sour Grapes      | Kyselé hrozny | Josh Frizzell | Tim Balme                 | 5. října 2014             | 11. července 2019 |
| 3            | 3         | Playing the Lie  | Prolhaná hra  | Michael Hurst | James Griffin             | 12. října 2014            | 18. července 2019 |
| 4            | 4         | Hunting the Stag | Hon na jelena | Mike Smith    | Tim Balme                 | 19. října 2014            | 25. července 2019 |

### Druhá řada (2015)
| Č. v seriálu | Č. v řadě | Původní název        | Český název         | Režie         | Scénář                | Premiéra na Novém Zélandu | Premiéra v ČR  |
| ------------ | --------- | -------------------- | ------------------- | ------------- | --------------------- | ------------------------- | -------------- |
| 5            | 1         | Leather & Lace       | Vražedná krajka     | Mike Smith    | Nick Ward a Tim Balme | 27. září 2015             | 1. srpna 2019  |
| 6            | 2         | To Die or Not to Die | Zemřít, či nezemřít | Murray Keane  | Tim Balme             | 4. října 2015             | 8. srpna 2019  |
| 7            | 3         | Catch of the Day     | Úlovek dne          | Mike Smith    | Greg McGee            | 11. října 2015            | 15. srpna 2019 |
| 8            | 4         | Blood Pink           | Krvavá růž          | Josh Frizzell | Tim Balme             | 18. října 2015            | 22. srpna 2019 |

### Třetí řada (2016)
| Č. v seriálu | Č. v řadě | Původní název            | Český název       | Režie        | Scénář     | Premiéra na Novém Zélandu | Premiéra v ČR |
| ------------ | --------- | ------------------------ | ----------------- | ------------ | ---------- | ------------------------- | ------------- |
| 9            | 1         | The Black Widower        | Černý vdovec      | Mark Beesley | Tim Balme  | 30. října 2016            | 1. září 2019  |
| 10           | 2         | Over Her Dead Body       | Přes její mrtvolu | Murray Keane | Tim Balme  | 6. listopadu 2016         | 8. září 2019  |
| 11           | 3         | The Killing Machine      | Vražedná jízda    | Mike Smith   | Greg McGee | 13. listopadu 2016        | 15. září 2019 |
| 12           | 4         | A Merry Bloody Christmas | Šťastné a krvavé  | Murray Keane | Tim Balme  | 20. listopadu 2016        | 22. září 2019 |

### Čtvrtá řada (2017)
| Č. v seriálu | Č. v řadě | Původní název              | Český název            | Režie         | Scénář     | Premiéra na Novém Zélandu | Premiéra v ČR  |
| ------------ | --------- | -------------------------- | ---------------------- | ------------- | ---------- | ------------------------- | -------------- |
| 13           | 1         | Fall From Grace            | Pád z nebe             | Helena Brooks | Pip Hall   | 29. října 2017            | 29. září 2019  |
| 14           | 2         | Stone Cold Dead            | Chladnokrevná smrt     | Murray Keane  | Tim Balme  | 5. listopadu 2017         | 6. října 2019  |
| 15           | 3         | The Scarecrow              | Strašák                | Josh Frizzell | Greg McGee | 12. listopadu 2017        | 13. října 2019 |
| 16           | 4         | As If Nothing Had Happened | Jako by se nic nestalo | Mark Beesley  | Tim Balme  | 19. listopadu 2017        | 20. října 2019 |

### Pátá řada (2018)
| Č. v seriálu | Č. v řadě | Původní název   | Český název   | Režie         | Scénář                    | Premiéra na Novém Zélandu | Premiéra v ČR      |
| ------------ | --------- | --------------- | ------------- | ------------- | ------------------------- | ------------------------- | ------------------ |
| 17           | 1         | Scared to Death | Jízda smrti   | Murray Keane  | Tim Balme                 | 28. října 2018            | 27. října 2019     |
| 18           | 2         | Bride Not to Be | Mrtvá nevěsta | Katie Wolfe   | Pip Hall a Tim Balme      | 4. listopadu 2018         | 3. listopadu 2019  |
| 19           | 3         | Tontine         | Závěť         | Thomas Robins | James Griffin a Tim Balme | 11. listopadu 2018        | 10. listopadu 2019 |
| 20           | 4         | The Dark Angel  | Temný anděl   | Mark Beesley  | Tim Balme                 | 18. listopadu 2018        | 17. listopadu 2019 |

### Šestá řada (2019)
| Č. v seriálu | Č. v řadě | Původní název              | Český název                  | Režie         | Scénář                  | Premiéra na Novém Zélandu | Premiéra v ČR |
| ------------ | --------- | -------------------------- | ---------------------------- | ------------- | ----------------------- | ------------------------- | ------------- |
| 21           | 1         | The Power of Steam         | Vražedný steampunk           | Oliver Driver | Tim Balme a Nic Sampson | 10. listopadu 2019        | 5. září 2020  |
| 22           | 2         | A Real Page Turner         | Skutečný spisovatel          | Aidee Walker  | Fiona Samuel            | 17. listopadu 2019        | 12. září 2020 |
| 23           | 3         | Dead Men Don't Shoot Ducks | Mrtví muži nestřílejí kachny | Murray Keane  | Tim Balme               | 24. listopadu 2019        | 19. září 2020 |
| 24           | 4         | Dead and Buried            | Vražedný podpatek            | Katie Wolfe   | Tim Balme               | 1. prosince 2019          | 26. září 2020 |

### Sedmá řada (2021)
| Č. v seriálu | Č. v řadě | Původní název                   | Český název              | Režie             | Scénář                      | Premiéra na Novém Zélandu | Premiéra v ČR  |
| ------------ | --------- | ------------------------------- | ------------------------ | ----------------- | --------------------------- | ------------------------- | -------------- |
| 25           | 1         | The Garotte and the Vinkelbraun | Smrtící starožitnosti    | Katie Wolfe       | Timothy Balme               | 29. března 2021           | 9. října 2021  |
| 26           | 2         | The Witches of Brokenwood       | Čarodějky z Brokenwoodu  | Aidee Walker      | Sarah-Kate Lynch            | 5. dubna 2021             | 10. října 2021 |
| 27           | 3         | Dog Day Morning                 | Psí dopoledne            | Mark Beesley      | Timothy Balme a Nic Sampson | 12. dubna 2021            | 16. října 2021 |
| 28           | 4         | Something Nasty in the Market   | Vidle v zádech           | Geoffrey Cawthorn | Fiona Samuel                | 19. dubna 2021            | 17. října 2021 |
| 29           | 5         | Exposed to the Light            | Osvícený                 | Aidee Walker      | Roy Ward                    | 26. dubna 2021            | 23. října 2021 |
| 30           | 6         | Here's to You, Mrs. Robinson    | Na vás, paní Robinsonová | Mike Smith        | Timothy Balme               | 3. května 2021            | 24. října 2021 |

### Osmá řada (2022)
| Č. v seriálu | Č. v řadě | Původní název                | Český název   | Režie               | Scénář                      | Premiéra na Novém Zélandu | Premiéra v ČR |
| ------------ | --------- | ---------------------------- | ------------- | ------------------- | --------------------------- | ------------------------- | ------------- |
| 31           | 1         | From the Cradle to the Grave | bude oznámeno | Josh Frizzell       | Timothy Balme               | 1. července 2022          | bude oznámeno |
| 32           | 2         | Death n Bass                 | bude oznámeno | Mike Smith          | James Griffin               | 4. července 2022          | bude oznámeno |
| 33           | 3         | Spark to a Flame             | bude oznámeno | Jacqueline Nairn    | Roy Ward                    | 11. července 2022         | bude oznámeno |
| 34           | 4         | Three Coins in a Fountain    | bude oznámeno | David De Lautour    | Timothy Balme               | 18. července 2022         | bude oznámeno |
| 35           | 5         | Good as Gold                 | bude oznámeno | Caroline Bell-Booth | Sarah-Kate Lynch            | 25. července 2022         | bude oznámeno |
| 36           | 6         | Four Fires and a Funeral     | bude oznámeno | Michael Hurst       | Timothy Balme a Nic Sampson | 1. srpna 2022             | bude oznámeno |